# Behold, a Pale Horse
Albums de Ebony Bones
Bone of My Bones
(2007)  Nephilim
(2018)
Singles
1. I See I Say
Sortie : 30 juin 2013
2. Neu World Blues [1]
Sortie : 19 juillet 2013

Behold, a Pale Horse est le second album de la chanteuse britannique Ebony Bones. Le disque est sortie le 5 août 2013 sous le label 1984 Records, propriété de la chanteuse.

## Développement
Behold, A Pale Horse a été en partie conçu pendant un voyage de la chanteuse en Inde. À sa sortie, l'album, qui contient notamment une reprise des  Smiths ("What Difference Does It Make?") ainsi qu'une apparition de l'Orchestre symphonique de l'Inde a été favorablement accueilli par The Independent et Spin.

## Liste des chansons
| No  | Titre                        | Durée |
| --- | ---------------------------- | ----- |
| 1.  | Behold, a Pale Horse         | 1:27  |
| 2.  | I See I Say                  | 3:18  |
| 3.  | Mystery Babylon Balloon      | 3:06  |
| 4.  | While the People S.L.E.E.P   | 3:19  |
| 5.  | What Difference Does It Make | 3:41  |
| 6.  | Neu World Blues              | 3:42  |
| 7.  | Breathe                      | 3:44  |
| 8.  | I.N.V.I.N.C.I.B.L.E.         | 6:48  |
| 9.  | Bread & Circus               | 3:30  |
| 10. | Morphine for the Masses      | 3:55  |
| 11. | Lazarus                      | 4:35  |

| 12. | Bread & Circus ([SalP] Liquid Liquid Remix) | 5:18 |